# Sobeys Stadium
Il Sobeys Stadium, noto in precedenza come Rexall Centre e Aviva Centre, è un impianto sportivo situato a Toronto, in Canada.

## Descrizione
Costruito nel 2004, viene usato per il torneo dell'ATP Tour Canadian Open e occasionalmente anche per dei concerti. È situato nei pressi della York University nel nort-ovest di Toronto; ha una capienza di 12.500 posti ed è costato 45 milioni di dollari.

## Storia

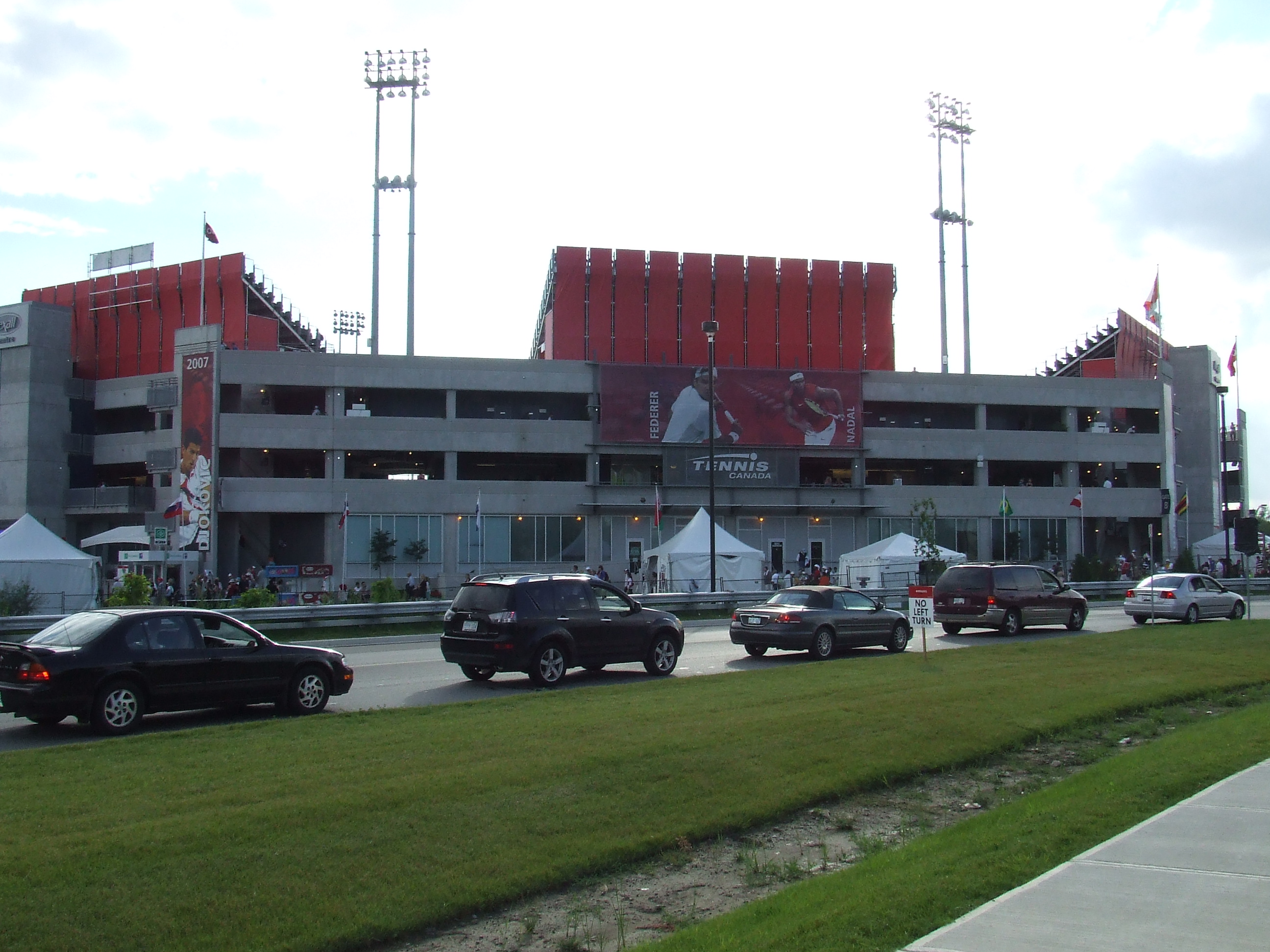
L'esterno dello stadio

È stato inaugurato il 26 luglio 2004 e ha sostituito il National Tennis Centre, demolito nel 2003. Prese inizialmente il nome commerciale Rexall Centre dal nome dello sponsor Rexall, azienda farmaceutica canadese. Il primo match giocato in questo impianto è stato l'incontro inaugurale del Canada Masters 2004 tra Andre Agassi e Tommy Haas.
Nel 2015 fu ribattezzato Aviva Centre prendendo il nome dal nuovo sponsor Aviva, compagnia assicuratrice britannica. Nel 2022 cambiò nuovamente nome e divenne il Sobeys Stadium, dal nome del nuovo sponsor, la catena di supermercati canadese Sobeys.